# 齊鯤
齊鯤（1776年—1820年），字澄瀛，號北瀛。福建侯官（今福州）人。
住玉尺山房。乾隆五十七年（1792年）举人第二名，嘉慶六年（1801年）進士，选庶吉士，授翰林院编修，嘉慶十二年（1807年）出使琉球，充任册封琉球正使，闰五月十七日安抵琉球那霸港，国王按惯例设七宴款待。後與副使費錫章合撰《續琉球國志略》。嘉庆十四年，诰授中宪大夫翰林院正一品衔。嘉庆十七年（1812年），外放洛阳，任河南府知府。嘉庆十八年（1813年），河南大旱，齐鲲捐俸赈灾，广设粥厂。嘉慶十九年（1814），调往雎州治水。著有《东瀛百咏》。有子齊祥慶，女齐祥棣。